# Nóvaia Derévnia (Bélgorod)
|  | Per a altres significats, vegeu «Nóvaia Derévnia». |

Nóvaia Derévnia - Новая Деревня (rus) - és un poble (un khútor) de l'óblast de Bélgorod, a Rússia. El 2010 tenia 35 habitants. Pertany al districte (raion) de Stari Oskol.